# Aneurin Barnard
Aneurin Barnard (Bridgend, Gales; 8 de mayo de 1987) es un galardonado actor británico de teatro y cine.

## Biografía
Barnard nació en la antigua ciudad de Ogwr en Mid Glamorgan. Su lengua materna es el galés.
Asistió al Ysgol Gyfun Llanhari en Gales del Sur durante sus años de secundaria. Luego estudió en el Royal College galés de música y drama junto Kimberley Nixon y Tom Cullen, graduándose en 2008.

## Carrera
En 2013 aparecerá en la película Mariah Mundi and the Midas Box donde interpretará a Mariah Mundi junto a Michael Sheen, Sam Neill y Keeley Hawes.
Ese mismo año se unió al elenco de la serie The White Queen donde interpretó a Richard, Duque de Gloucester, el hermano del rey Eduardo IV de Inglaterra (Max Irons) y de George, Duque de Clarence (David Oakes), hasta el final de la serie ese mismo año.
En octubre se anunció que Aneurin se había unido al elenco del drama The Devil's Harvest donde dará vida a Mykola.
En marzo de 2014 se anunció que Aneurin se había unido al elenco de la miniserie Cilla donde dio vida a Bobby Willis, el esposo de la cantante inglesa Cilla Black (Sheridan Smith).
En 2015 apareció en el drama Killing Jesus donde interpretó al apóstol Santiago el Mayor. Un año después se unió al elenco de la miniserie War and Peace dando vida al ambicioso Boris Drubestkoy, el hijo de Anna Mikhailovna (Rebecca Front).
Ese mismo año se unió al elenco principal de la miniserie Thirteen donde interpretó a Tim Hobson. En febrero se unió al elenco de la miniserie SS-GB donde dio vida al oficial de la policía Jimmy Dunn, hasta el final de la miniserie en marzo del mismo año.
Aneurin interpretó a Gibson en la película Dunkerque de Christopher Nolan, donde interpreta a un soldado francés que se hace pasar por británico. Ese año se anunció que se había unido al elenco de la película Bigger donde dará vida a Ben Weider, el hermano de Joe Weider (Tyler Hoechlin), el creador de las competiciones de fisicoculturismo.
En 2019 dio la voz a Gisbourne en la serie Midsomer Murders e interpretó a Boris en El jilguero.
En 2022, interpretó a Daniel en la serie de Netflix 1899 y participó en dos episodios de Peaky Blinders.

## Filmografía

### Series de televisión
| Año  | Título                   | Personaje                    | Notas                                |
| ---- | ------------------------ | ---------------------------- | ------------------------------------ |
| 2024 | Doctor Who               | Roger ap Gwilliam            |                                      |
| 2022 | 1899                     | Daniel                       |                                      |
| 2022 | Peaky Blinders           | Doctor Holford               | Episodios "Sapphire", "Lock and Key" |
| 2021 | Time                     | Bernard                      |                                      |
| 2021 | The Pact                 | Jack Evans                   |                                      |
| 2020 | Barkskins                | Hamish Goames                |                                      |
| 2019 | Midsomer Murders         | Gisbourne                    | Voz                                  |
| 2019 | Sherwood                 | Freddie Lamb                 | Episodio "With Baited Breath"        |
| 2017 | SS-GB                    | Jimmy Dunn                   |                                      |
| 2016 | Thirteen                 | Tim Hobson                   |                                      |
| 2016 | War and Peace            | Boris Drubestkoy             |                                      |
| 2014 | Cilla                    | Bobby Willis                 |                                      |
| 2013 | Moonfleet                | John                         |                                      |
| 2013 | Agatha Christie's Marple | Robbie Hayman                | Episodio "Endless Night"             |
| 2013 | The White Queen          | Richard, Duque de Gloucester |                                      |
| 2009 | Doctors                  | Chas Murdoch                 | Episodio "Flimflam Thank You Man"    |
| 2008 | Casualty                 | Damien                       | Episodio "Hurt"                      |
| 2007 | Y Pris                   | Tupac                        |                                      |
| 2004 | Shameless                | Lip                          |                                      |
| 2003 | Jacob's Ladder           | Joven Jonathan               |                                      |

### Películas
| Año  | Título                                     | Personaje                  | Notas |
| ---- | ------------------------------------------ | -------------------------- | ----- |
| 2019 | Radioactive                                | Paul Langevin              |       |
| 2019 | La increíble historia de David Copperfield | James Steerforth           |       |
| 2019 | El jilguero                                | Boris Pavlikovsky          |       |
| 2018 | Bigger                                     | Ben Weider                 |       |
| 2018 | Dead in a Week: Or Your Money Back         | William                    |       |
| 2018 | Run                                        | Jorey                      | Corto |
| 2017 | Dunkerque                                  | Gibson                     |       |
| 2017 | Interlude in Prague                        | Wolfgang Amadeus Mozart    |       |
| 2017 | Bitter Harvest                             | Mykola                     |       |
| 2015 | The Scandalous Lady W                      | Capt. George Bisset        |       |
| 2015 | Legend                                     | David Bailey               |       |
| 2015 | Killing Jesus                              | Santiago, hijo de Zebedeo  |       |
| 2014 | Under Milk Wood                            | Ahogado                    |       |
| 2013 | The Adventurer: The Curse of the Midas Box | Mariah Mundi               |       |
| 2013 | Mary, Queen of Scots                       | Henry Stuart, Lord Darnley |       |
| 2013 | Trap for Cinderella                        | Jake                       |       |
| 2013 | The Truth About Emanuel                    | Claude                     |       |
| 2012 | The Facility                               | Adam                       |       |
| 2012 | Elfie Hopkins                              | Dylan Parker               |       |
| 2012 | Citadel                                    | Tommy                      |       |
| 2012 | We'll Take Manhattan                       | David Bailey               |       |
| 2011 | Hunky Dory                                 | Davey                      |       |
| 2011 | Guinea Pigs                                | Adam                       |       |
| 2011 | Ironclad                                   | Guy                        |       |
| 2011 | Elsewhere                                  | Nick                       | Corto |
| 2010 | Powder                                     | Miguel                     |       |
| 2007 | Owl Creek Bridge                           | Sam                        | Corto |
| 2005 | A Night On The Tiles                       | Bev                        | Corto |
| ?    | Time’s Fool                                | Edmund                     |       |
| ?    | The Big Day                                | Garth                      | Corto |

Teatro
| Año  | Obra                            | Notas                            |
| ---- | ------------------------------- | -------------------------------- |
| 2006 | Spring Awakening                | junto a Iwan Rheon y Sian Thomas |
| ?    | West Side Story                 | -                                |
| ?    | The Caucasian Chalk Circle      | -                                |
| ?    | Hobson’s Choice                 | -                                |
| ?    | The Importance of Being Earnest | -                                |
| ?    | Dawns Y Cynhaeaf                | -                                |
| ?    | Singing In The Rain             | -                                |
| ?    | Il Miracolo                     | -                                |

## Premios y nominaciones
| Año  | Categoría                                                                                                | Premio                         | Título                  | Resultado |
| ---- | --- | ------------------------------ | ----------------------- | --------- |
| 2016 | Best Actor                                                                                               | BAFTA Cymru Award              | War and Peace           | Nominado  |
| 2013 | Best Acting Ensemble: Featuret (junto a Alfred Molina, Frances O'Connor, Jessica Biel y Kaya Scodelario) | Ashland Independent Film Award | The Truth About Emanuel | Ganaron   |
| 2010 | Best Actor in a Musical or Entertainment                                                                 | Laurence Olivier Award         | Spring Awakening        | Ganó      |
| 2010 | Best Actor In A Musical                                                                                  | What's on Stage Award          | Spring Awakening        | Nominado  |